# Strč prst skrz krk
Strč prst skrz krk (Мушни си пръста в гърлото; чуйте в оригинал) е чешка и словашка скоропоговорка.
Тя е широко известна с това, че в нея няма никакъв гласен звук. Всичките 4 думи са едносрични, връх на всяка сричка е сричковата сонорна съгласна [r]. Такива сричкови сонорни съгласни (сонанти) са характерна особеност за много славянски езици, включително за чешкия и словашкия, и скоропоговорката я илюстрира.
Тази скоропоговорка е сред най-известните изрази на чешки и словашки, поради което е включвана като пример в много граматики на тези езици.
Скоропоговорката е девиз на швейцарския вестник „Различие“ (La distinction). Фланелки с нея се продават в Чехия.